# Bell Labs Holmdel Complex
Le Bell Labs Holmdel Complex est un ancien campus des Laboratoires Bell situé à Holmdel, dans le New Jersey (États-Unis). Conçu par l'architecte Eero Saarinen et construit entre 1959 et 1962, il a servi pendant 44 ans pour près de 6 000 ingénieurs. Son aspect rappelle volontairement celui des premiers circuits électroniques intégrés tandis que le château d'eau à l'entrée du campus rappelle l'aspect des premiers transistors. la plus grosse part des travaux qui y ont été menés ont porté sur l'informatique.
Au mois d'août 2013, Somerset Development a racheté le bâtiment pour en faire un complexe mixte de commerces et de logements, mais les perspectives se sont assombries avec la prise de conscience des rigidités introduites par Saarinen dans l'utilisation des locaux, et le délabrement progressif des bureaux.

## Galerie

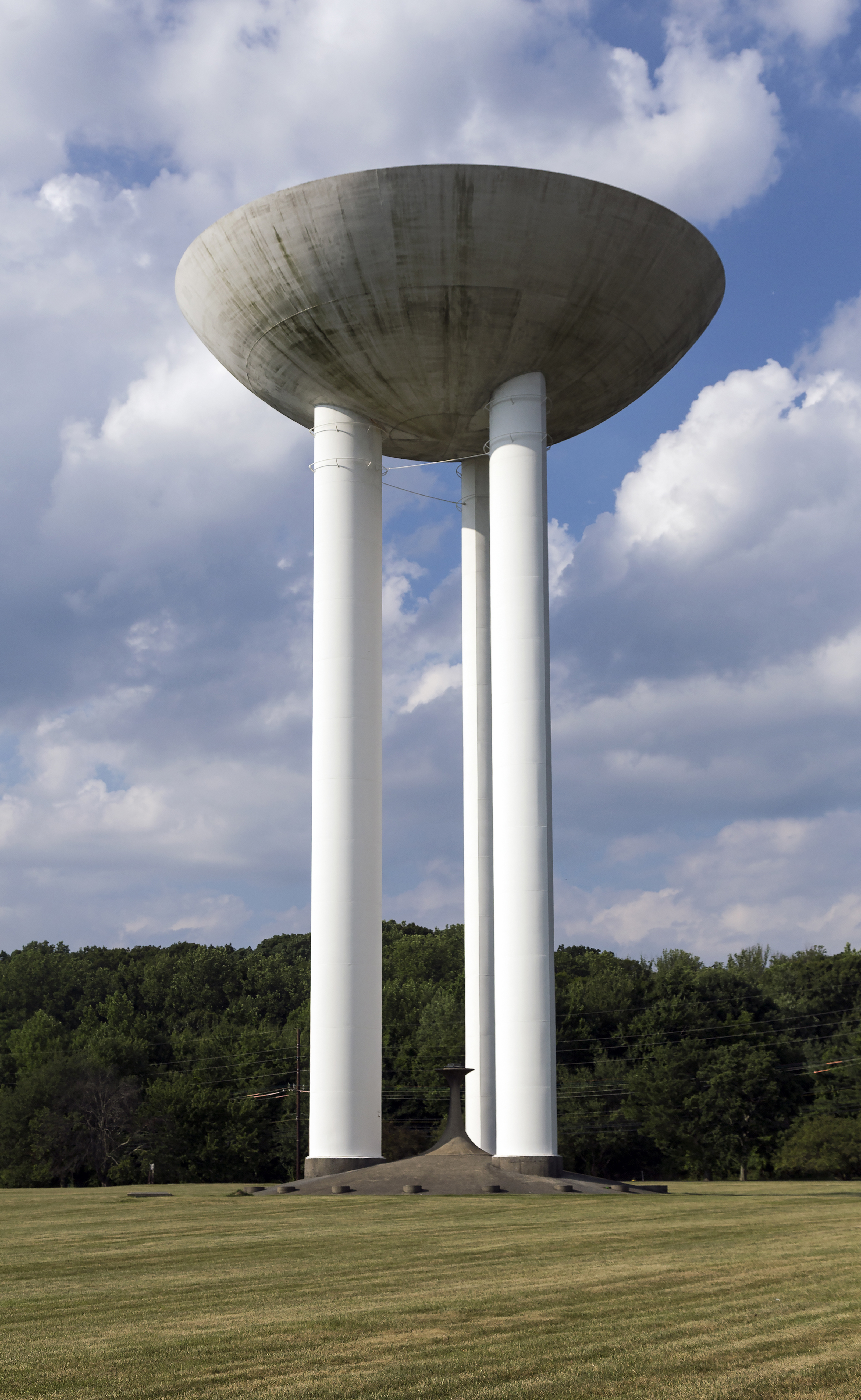
Château d’eau dit « Transistor » en 2016.
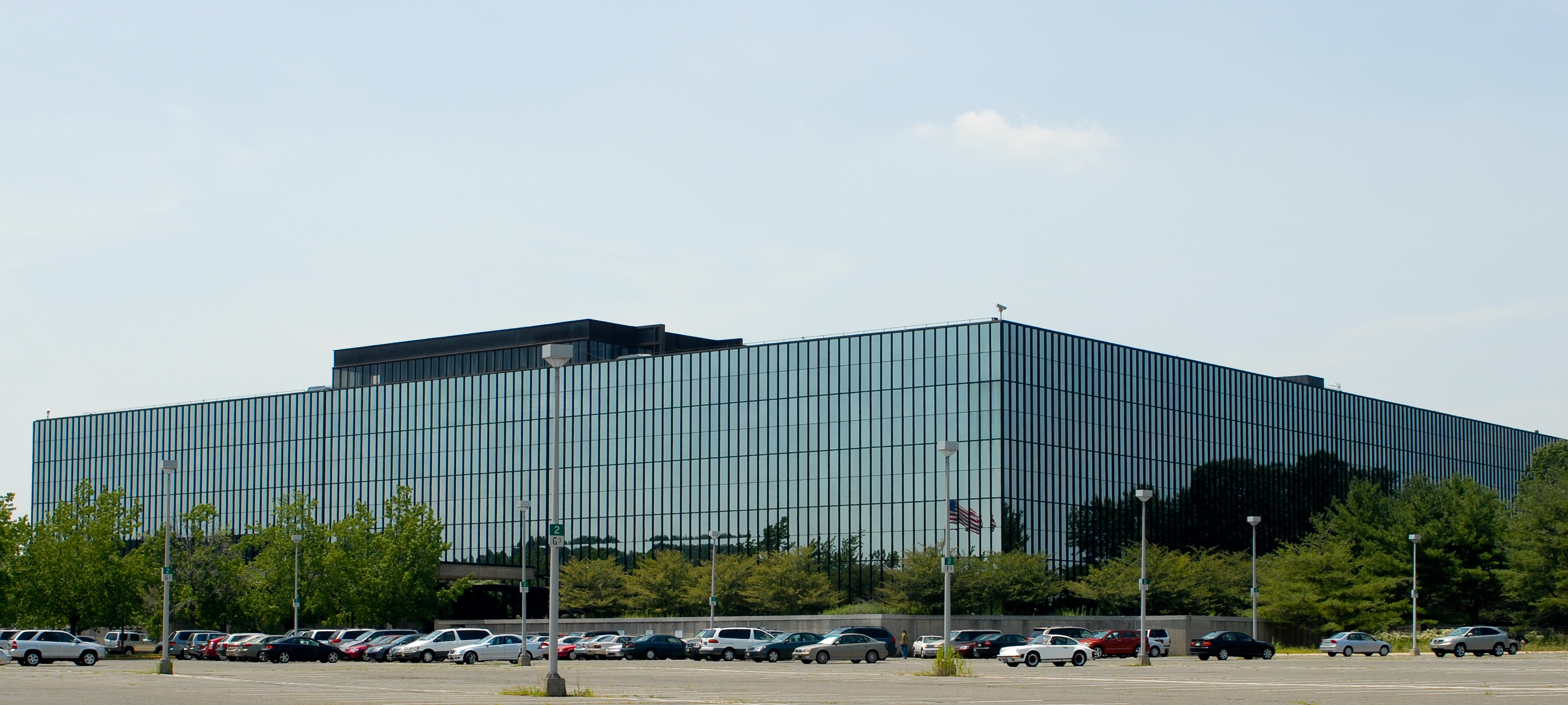
Bâtiment principal, œuvre d’Eero Saarinen.
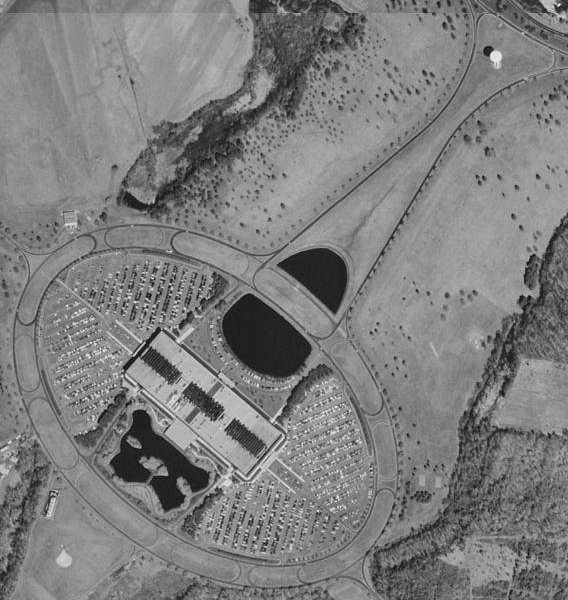
Vue aérienne du site et de son entrée.
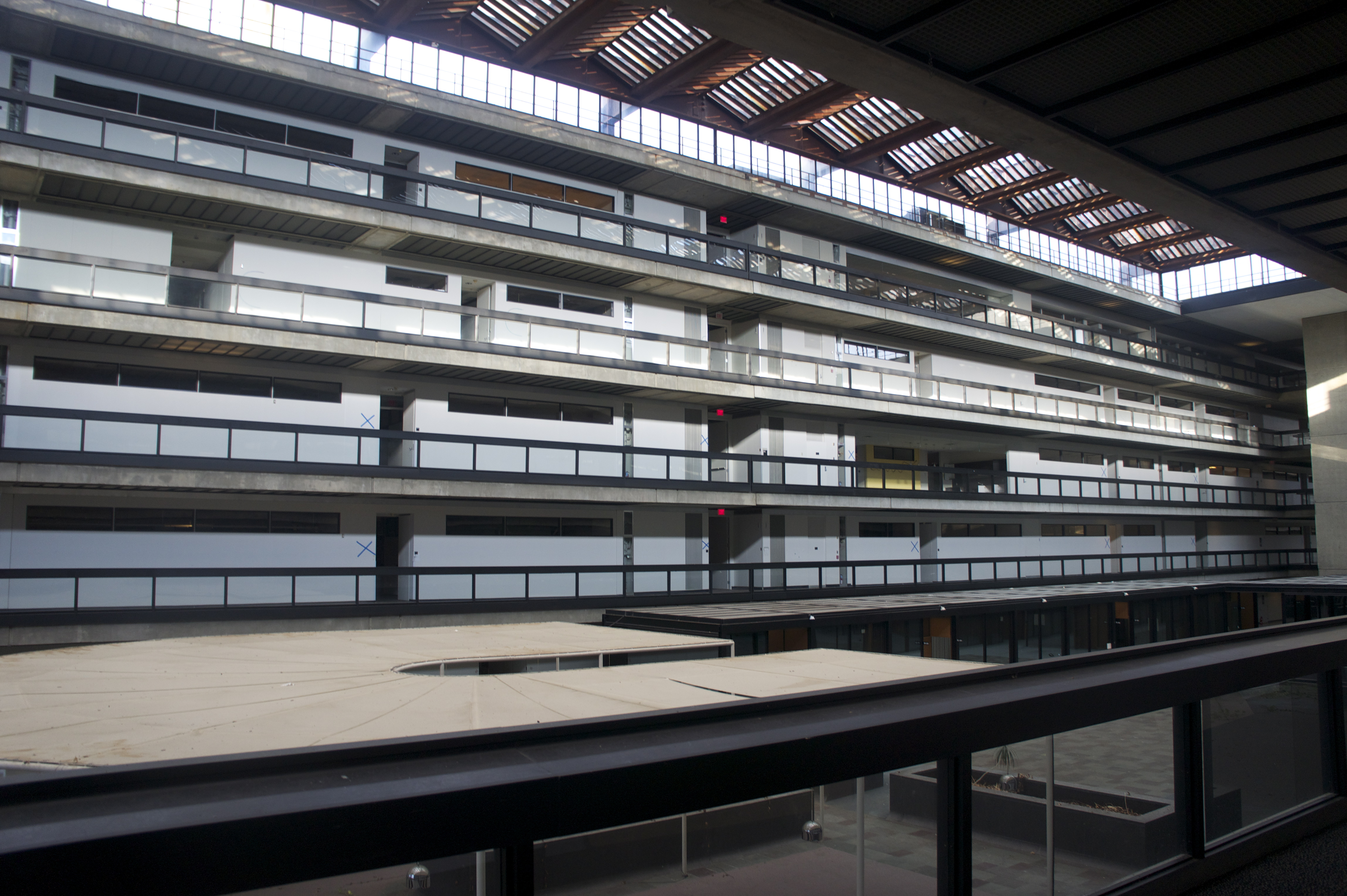
Détail intérieur du bâtiment.
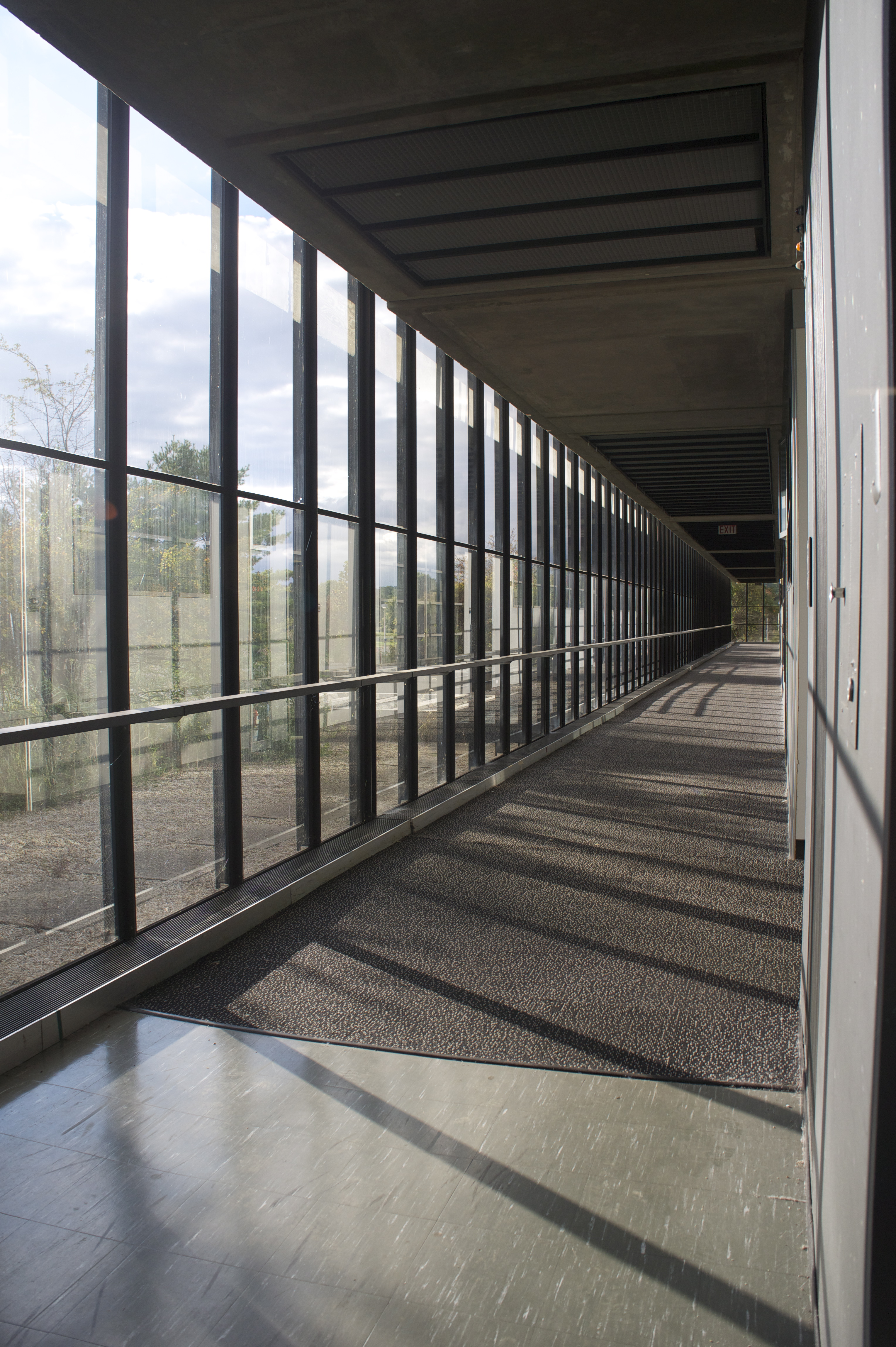
Détail intérieur du bâtiment.